# Saison 2016-2017 de la LNHF
Saison précédente Saison suivante
La saison 2016-2017 est la seconde saison de la Ligue nationale de hockey féminin (LNHF). La saison régulière voit quatre équipes jouer 18 parties. 
Les Beauts de Buffalo remportent la Coupe Isobel à l'issue des séries éliminatoires face au champions en titre le Pride de Boston.

## Contexte
Le Whale du Connecticut et le Pride de Boston changent tous deux de patinoires durant l'inter-saison, respectivement vers Northford Ice Pavilion et la Warrior Ice Arena.
De la même manière, les Riveters de New York déménagent de Brooklyn pour leur nouvelle patinoire dans le complexe du Prudential Center à Newark, dans le New Jersey . Les Riveters ont conclu un partenariat avec les Devils du New Jersey de la Ligue nationale de hockey (LNH), devenant la première équipe de LNHF à conclure un accord de ce type. À la suite de cette annonce, l'équipe modifie son nom pour celui de Metropolitan Riveters, afin de refléter leur nouvelle implantation géographique. Les Riveters changent également leur maillot en adoptant les couleurs des Devils.

## Saison régulière
| Clt   | Équipe               | PJ | V  | D  | DP | DF | BP | BC | Diff | Pts |
| ----- | -------------------- | -- | -- | -- | -- | -- | -- | -- | ---- | --- |
| +001, | Pride de Boston      | 17 | 16 | 1  | 0  | -  | 73 | 29 | + 44 | 32  |
| +002, | Riveters de New York | 18 | 8  | 7  | 3  | -  | 55 | 58 | -3   | 19  |
| +003, | Whale du Connecticut | 17 | 6  | 10 | 1  | -  | 44 | 68 | - 24 | 13  |
| +004, | Beauts de Buffalo    | 18 | 5  | 12 | 1  | -  | 60 | 77 | - 17 | 11  |

- En gras : vainqueur de la saison régulière, qualifié pour la Coupe Isobel
- En italique : qualifié pour la Coupe Isobel

### Statistiques

#### Meilleures pointeuses
| Joueuse           | Équipe                | PJ | B  | A  | Pts | Pun |
| ----------------- | --------------------- | -- | -- | -- | --- | --- |
| Brianna Decker    | Pride de Boston       | 17 | 14 | 17 | 31  | 14  |
| Alex Carpenter    | Pride de Boston       | 17 | 9  | 20 | 29  | 0   |
| Haley Skarupa     | Whale du Connecticut  | 16 | 11 | 11 | 22  | 0   |
| Janine Weber (en) | Metropolitan Riveters | 17 | 10 | 12 | 22  | 4   |
| Meghan Duggan     | Pride de Boston       | 17 | 13 | 7  | 20  | 24  |

#### Meilleures gardiennes
Ci-après les meilleures gardiennes de la saison régulière ayant joué au moins 300 minutes.
| Gardienne              | Équipe(s)             | PJ | V  | D | Pr. | Min | BC | Moy  | %Arr | Bl |
| ---------------------- | --------------------- | -- | -- | - | --- | --- | -- | ---- | ---- | -- |
| Lauren Slebodnick (en) | Pride de Boston       | 6  | 6  | 0 | 0   | 344 | 7  | 1,22 | 94,2 | 0  |
| Brittany Ott (en)      | Pride de Boston       | 12 | 10 | 1 | 0   | 684 | 22 | 1,93 | 92,2 | 3  |
| Katie Fitzgeraldt (en) | Metropolitan Riveters | 15 | 7  | 6 | 1   | 856 | 43 | 3,01 | 90,1 | 2  |
| Brianne McLaughlin     | Beauts de Buffalo     | 12 | 2  | 8 | 1   | 604 | 35 | 3,47 | 89,6 | 0  |
| Nicole Stock (en)      | Whale du Connecticut  | 10 | 3  | 7 | 0   | 589 | 40 | 4,07 | 85,9 | 0  |
| Shenae Lundberg (en)   | Whale du Connecticut  | 9  | 2  | 6 | 0   | 488 | 35 | 4,30 | 85,5 | 0  |
| Amanda Leveille (en)   | Beauts de Buffalo     | 9  | 4  | 2 | 0   | 428 | 31 | 4,34 | 89   | 0  |

## Matchs des étoiles
Le second match des étoiles de la LNHF a eu lieu à Pittsburgh, en Pennsylvanie. Amanda Kessel et Kelley Steadman sont nommées capitaine, Kessel marque le premier coup du chapeau de l'histoire des matchs des étoiles de la LNHF.

## Séries éliminatoires
La formule est changée par rapport à la saison précédente, qui se jouait au meilleur des trois matchs. Afin de raccourcir le calendrier et permettre aux joueuses de se préparer pour les Jeux olympiques 2018 et d'assister au championnat du monde 2017, les séries se jouent en match à élimination directe . La saison régulière devait normalement se tenir jusqu'au 16 avril, avec une pause de trois semaines pour les championnats du monde. A la place, le calendrier est raccourci au 12 mars pour être suivi directement par deux demi-finales et une finale programmées sur le 17 et 19 mars.

### Tableau
|  | Demi-finales | Demi-finales | Demi-finales | Demi-finales |   |        | Finale de la Coupe Isobel | Finale de la Coupe Isobel | Finale de la Coupe Isobel | Finale de la Coupe Isobel |
|  |              |              |              |              |   |        |                           |                           |                           |                           |
|  |              |              |              |              |   |        |                           |                           |                           |                           |
|  | 1            | Boston       | 8            | 8            |   |        |                           |                           |                           |                           |
|  | 1            | Boston       | 8            | 8            |   |        |                           |                           |                           |                           |
|  | 4            | Connecticut  | 2            | 2            |   |        |                           |                           |                           |                           |
|  | 4            | Connecticut  | 2            | 2            | 4 | Boston | 2                         | 2                         |                           |                           |
|  |              |              |              |              | 4 | Boston | 2                         | 2                         |                           |                           |
|  |              |              | 2            | Buffalo      | 3 | 3      |                           |                           |                           |                           |
|  | 2            | Buffalo      | 2            | Buffalo      | 3 | 3      | 4                         | 4                         |                           |                           |
|  | 2            | Buffalo      |              |              |   |        |                           | 4                         |                           |                           |
|  | 3            | Metropolitan | 2            | 2            |   |        |                           |                           |                           |                           |
|  | 3            | Metropolitan | 2            | 2            |   |        |                           |                           |                           |                           |

### Demi-finales
| 16 mars 2017 | Pride de Boston | 8-2 (2-0, 3-1, 3-1) | Whale du Connecticut |  |

| Feuille de match | Feuille de match | Feuille de match | Feuille de match | Feuille de match |
| ---------------- | ---------------- | ---------------- | ---------------- | ---------------- |
|                  |                  |                  |                  |                  |
| Brittany Ott     | Gardiens         | Nicole Stock     |                  |                  |
| 4 min            | Pénalités        | 8 min            |                  |                  |
| 34               | Tirs             | 37               |                  |                  |

| 17 mars 2017 | Metropolitan Riveters | 2-4 (0-1, 1-2, 1-1) | Beauts de Buffalo |  |

| Feuille de match | Feuille de match | Feuille de match | Feuille de match | Feuille de match |
| ---------------- | ---------------- | ---------------- | ---------------- | ---------------- |
|                  |                  |                  |                  |                  |
| Katie Fitzgerald | Gardiens         | Amanda Leveille  |                  |                  |
| 4 min            | Pénalités        | 14 min           |                  |                  |
| 14               | Tirs             | 40               |                  |                  |

### Finale
| 19 mars 2017 | Beauts de Buffalo | 3-2 (2-0, 1-0, 0-2) | Pride de Boston | Tsongas Arena |

| Feuille de match   | Feuille de match                                                                     | Feuille de match               | Feuille de match                                                                        | Feuille de match                         |
| ------------------ | ------------------------------------------------------------------------------------ | ------------------------------ | --------------------------------------------------------------------------------------- | ---------------------------------------- |
|                    | Bozek — 1 min 44 s Janiga (Scamurra, Vesci) — 13 min 1 s Buie (Bozek) — 8 min 25 s - | 2-0 1-0 0-2                    | - Carpenter (Decker, Bellamy) — 15 min 33 s (SN) Knight (Marvin, Bellamy) — 19 min 58 s | Arbitrage : Tony Guglietti Casey Terreri |
| Brianne McLaughlin | Gardiens                                                                             | Brittany Ott Lauren Slebodnick |                                                                                         | Arbitrage : Tony Guglietti Casey Terreri |
| 8 min              | Pénalités                                                                            | 4 min                          |                                                                                         | Arbitrage : Tony Guglietti Casey Terreri |
| 14                 | Tirs                                                                                 | 62                             |                                                                                         | Arbitrage : Tony Guglietti Casey Terreri |

## Effectif champion
L'effectif de Boston déclaré champion de la Coupe Isobel est le suivant  :
- Gardiennes de but : Brianne McLaughlin, Amanda Leveille, Kelsey Neumann
- Défenseures : Jacquie Greco, Kayla Parsons, Jordyn Burns, Lisa Chesson, Sarah Casorso, Megan Bozek, Kristina Lavoie, Emily Pfalzer, Paige Harrington
- Attaquantes : Morgan Beikirich, Kourtney Kunichika, Shiann Darkangelo, Harrison Browne, Corinne Buie, Devon Skeats, Hayley Scamurra, Ashley Vesci, Emily Janiga, Kelley Steadman
- Entraîneurs : Craig Muni et Ric Seiling

## Récompenses

### Individuelles
| Trophée                                                        | Vainqueur |
| -------------------------------------------------------------- | --- |
| Most Valuable Player Joueuse la plus Utile                     | Brianna Decker (Pride de Boston) |
| Gardienne de l'année                                           | Katie Fitzgerald (Metropolitan Riveters) |
| Défenseure de l'année                                          | Megan Bozek (Beauts de Buffalo) |
| Perseverance Award Persévérance, esprit sportif et implication | Ashley Johnston (Metropolitan Riveters) |
| Meilleure pointeuse                                            | Brianna Decker (Pride de Boston) |
| Fondation LNHF Implication dans la communauté                  | Alyssa Gagliardi (Pride de Boston) Kelsey Neumann (Beauts de Buffalo) Elena Orlando (Whale du Connecticut) Michelle Picard (Metropolitan Riveters) |

Une nouvelle distinction est introduite, intitulée en anglais NWHL Fans’ Three Stars of the Season, soit les « Trois étoiles de la saison selon les fans de la LNHF », elle désigne : 
- Anya Battaglino, (Whale du Connecticut)
- Harrison Browne, (Beauts de Buffalo)
- Rebecca Russo, (Metropolitan Riveters)

### Collectives
| Trophée                           | Équipe            |
| --------------------------------- | ----------------- |
| Vainqueur saison régulière        | Pride de Boston   |
| Coupe Isobel Vainqueur des séries | Beauts de Buffalo |